# 仙石政寅
仙石 政寅（せんごく まさとら、元文14年（1739年） - 寛政11年10月5日（1799年11月2日））は、江戸時代中期の旗本、茶人。水野忠祇の四男で、旗本仙石政啓の養子。母は筑紫従門の娘。通称は次左衞門、右門、右馬之助。号は仙樹庵徳玄。官途は従五位下、淡路守。石高2700石。正室は市川清熈の娘。子に政和（長男）、水野忠良（次男、水野忠郷養子）、筑紫孝門（四男、筑紫應門養子）。
安永5年（1776年）12月19日に小姓組番士に列する。安永7年（1778年）12月12日に家督を継ぎ、天明6年（1786年）9月9日に徒頭、天明8年（1788年）9月28日浦賀奉行に就任し、寛政9年（1797年）6月17日堺奉行となり、奉行所前の殿馬場に訴訟人のため腰掛茶屋を作らせ、公衆に便宜を図った。また、寛政10年（1798年）1月西本願寺掛所から出火し付近を併せて焼いたが、翌年2月には再建工事を行った。また、この年秋材木町浜及び宿院の茶屋をそれぞれ戎島、乳守等へ移転させた。また、政寅は茶人としても知られ仙樹庵德玄と号した。寛政11年（1799年）、61歳で没し、長男の政和が跡を継いだ。